# Fântânele (Mureș)
Fântânele (in ungherese Gyulakuta, in tedesco Gielekonten) è un comune della Romania di 5011 abitanti, ubicato nel distretto di Mureș, nella regione storica della Transilvania. 
Il comune è formato dall'unione di 6 villaggi: Bordoșiu, Călimănești, Cibu, Fântânele, Roua, Viforoasa.